# Psilopteryx albanica
Psilopteryx albanica är en nattsländeart som beskrevs av Pongracz 1923. Psilopteryx albanica ingår i släktet Psilopteryx och familjen husmasknattsländor. Inga underarter finns listade i Catalogue of Life.